# Beatrice Island
Beatrice Island är en ö i Australien. Den ligger i territoriet Northern Territory, omkring 610 kilometer sydost om territoriets huvudstad Darwin. Arean är 0,79 kvadratkilometer. Den sträcker sig 1,2 kilometer i nord-sydlig riktning, och 1,3 kilometer i öst-västlig riktning.
Savannklimat råder i trakten. Genomsnittlig årsnederbörd är 1 169 millimeter. Den regnigaste månaden är mars, med i genomsnitt 348 mm nederbörd, och den torraste är juli, med 1 mm nederbörd.